# James Morrison Harris
James Morrison Harris (ur. 20 listopada 1817 w Baltimore, zm. 16 lipca 1898 tamże) – amerykański prawnik i polityk.
W latach 1855–1861 przez trzy kadencje Kongresu Stanów Zjednoczonych był przedstawicielem trzeciego okręgu wyborczego w stanie Maryland w Izbie Reprezentantów Stanów Zjednoczonych.